# Gen4
Ne doit pas être confondu avec Forum International Génération IV.
 (novembre 2018).
Si vous disposez d'ouvrages ou d'articles de référence ou si vous connaissez des sites web de qualité traitant du thème abordé ici, merci de compléter l'article en donnant les références utiles à sa vérifiabilité et en les liant à la section « Notes et références ».
Gen4, dont le titre complet est Génération 4 puis Gen4 PC, était un magazine français de presse spécialisé dans les jeux vidéo, paru entre 1987 et 2004, et qui a particulièrement marqué les années 1990.

## Historique
Génération 4 est né en été 1988, et était édité par Pressimage (aussi éditeur de ST Magazine). Le nom du magazine a été choisi pour représenter la génération d'ordinateurs (la 4e) dont le magazine traitait à ses débuts : les gammes Amiga, Atari ST…
Le premier numéro était un hors série dans lequel étaient testés tous les jeux Atari ST, Amiga, Nes et Sega. Le concept du premier numéro fut créé par Marc Djan entouré de Michael Sportouch et Stéphane Lavoisard, qui a été ensuite rédacteur en chef du magazine pendant plus de 10 ans, avant d'en être l'éditeur délégué. Les premiers numéros étaient bimestriels. La première maquette reprenait intégralement celle du magazine anglais Zzap!64.
Gen4 a révolutionné le traitement et la présentation de l'information du jeu vidéo en France et rapidement fait partie des mensuels majeurs concernant les ordinateurs de loisirs. Gen4 était surtout en compétition avec Tilt et a ouvert la porte a un grand nombre de publications nouvelles comme Joystick, et bien d'autres magazines consacrés aux jeux vidéo.
Un quiproquo de l'époque avait fait qu'un grand journal d'information français avait classé Gen4 dans les magazines pour senior, car le titre évoquait selon eux la génération des grands-parents.
À la fin de 1988, le journal abandonne le traitement des consoles 8-bit dont les ventes en France tardent alors à décoller. À partir du n°10, l'actualité du PC commence à être traitée. En 1990, les consoles font leur retour avec l'arrivée remarquée en France de la Mega Drive, de la PC-Engine, de la Neo-Geo et de la Game Boy.
En 1992 ont été lancés les magazines Banzzaï et Supersonic, dédiés respectivement aux consoles Nintendo et Sega. Gen4 s'est désintéressé de ces supports au profit des machines supportant le CD-ROM, notamment PC, Amiga, Mac, CD-i et 3DO. Progressivement, le magazine s'est spécialisé pour le PC, à partir de 1995, ce qui s'est traduit par son changement de nom en 1999 pour Gen4 PC.
A cette époque, Gen4 change fréquemment de formule et de maquette (cinq à six fois de 1990 à 1995), une tendance raillée par ses concurrents. La notation des jeux passera également par diverses formules: en pourcentages jusqu'en 1995 ; sur six étoiles jusqu'en 2000 ; sur 20 jusqu'en 2002 ; sur cinq étoiles brièvement en 2002, avant un retour aux pourcentages.
En 1999 Gen4 est acheté par le groupe allemand Computec (en). L'ambition est de rendre la formule plus attrayante pour le grand public avec des couvertures et un traitement éditorial davantage tourné vers le cinéma et la télévision, ainsi une couverture consacrée à Diablo II sera-t-elle illustrée par une photographie d'Arnold Schwarzenegger dans Conan le Barbare. Cette tendance ne dure guère : quelques mois plus tard, la sortie du jeu sera illustrée en couverture par une image du démon Diablo qui lui donne son nom.
Fin 1999, le magazine Gen4 Consoles est lancé, puis renommé par la suite Playzone.
À la mort de Tilt et jusqu'à sa fin, Gen4 était devenu le plus vieux magazine papier français sur les jeux vidéo. Après l'année 2000, Gen4 a subi (comme ses concurrents) deux années noires, avec des baisses de près de 10 % des ventes.[réf. nécessaire] Le numéro 180 (septembre 2004) du magazine, malgré tous les efforts de l'équipe, n'est jamais sorti en kiosque, mais a néanmoins été rendu disponible au téléchargement. À sa fermeture en 2004, Gen4 allait fêter ses 17 ans.
Gen4 a sorti un nouveau numéro en 2014, résumant les jeux de l'E3.

## L'espritGen4
Alors que son concurrent, le magazine Joystick, se démarquait des autres journaux spécialisés par ses touches humoristiques et son regard décalé durant ses tests, Gen4 dans le même temps s'est adapté aux attentes des lecteurs.  Ainsi, le magazine développa son humour dans les tests, ponctués bien souvent de remarques truculentes, mais aussi dans certaines rubriques : on peut penser à la BD Percolator, qui narrait les péripéties d'un noob plongé dans Counter-Strike et autres jeux multijoueurs, ou encore le courrier des lecteurs.
Le courrier des lecteurs prenait une part importante du magazine, entraînant la création d'un personnage fictif : Le Teignard, stéréotype de l'égocentrique se voulant supérieur. Les lettres avaient souvent des réponses qui remettaient en cause l'intelligence du lecteur (ou de l'ensemble des lecteurs, voire de toute la population) critiquant à la fois son style, ses questions mais aussi son pseudo ou sa médiocre présentation…
Cependant, enchaînant de multiples changements de formules et des remplacements au sein même de l'équipe Gen4, le magazine perdit l'esprit qui caractérisait l'ancienne rédaction ; malgré le choix de garder le personnage du Teignard… qui disparut quelques mois plus tard.
Le magazine était très original et reprenait des caricatures des rédacteurs.

## Gen4en dehors du support papier
Gen4 avait créé la cérémonie des 4 d'Or récompensant les meilleurs jeux de l'année.
Gen4 était au début vendu avec une ou plusieurs disquettes, puis proposait plusieurs CD-ROM. Ce fut aussi l'un des premiers magazines à fournir un DVD-ROM. Outre le fait d'accompagner chaque numéro d'un ou deux CD de démos, il offrait durant ses dernières années des jeux vidéo PC.
De janvier 1994 à juin 1996, l'émission radio hebdomadaire Micro Ondes sur la radio parisienne Ici et Maintenant ! a été co-réalisée par la rédaction de Gen4.